# Sar Dasht
Sar Dasht (persiska: سر دشت) är en ort i Iran.   Den ligger i provinsen Khorasan, i den nordöstra delen av landet, 700 km öster om huvudstaden Teheran. Sar Dasht ligger 1 961 meter över havet och antalet invånare är 674.
Terrängen runt Sar Dasht är huvudsakligen kuperad, men åt sydväst är den platt. Terrängen runt Sar Dasht sluttar söderut. Runt Sar Dasht är det ganska glesbefolkat, med 25 invånare per kvadratkilometer. Sar Dasht är det största samhället i trakten. Trakten runt Sar Dasht består i huvudsak av gräsmarker.